# Subida al Naranco 2003
La Subida al Naranco 2003, trentasettesima edizione della corsa, si svolse il 18 maggio su un percorso di 166 km. Fu vinta dall'italiano Leonardo Piepoli della iBanesto.com davanti agli spagnoli Francisco Mancebo e Alberto López de Munain.

## Ordine d'arrivo (Top 10)
| Pos. | Corridore                     | Squadra                    | Tempo    |
| ---- | ----------------------------- | -------------------------- | -------- |
| 1    | Leonardo Piepoli              | iBanesto.com               | 3h59'16" |
| 2    | Francisco Mancebo             | iBanesto.com               | a 7"     |
| 3    | Alberto López de Munain       | Euskaltel-Euskadi          | a 11"    |
| 4    | Félix Cárdenas                | 05 Orbitel                 | a 13"    |
| 5    | Samuel Sánchez                | Euskaltel-Euskadi          | a 14"    |
| 6    | Rubén Lobato                  | Domina Vacanze-Elitron     | a 15"    |
| 7    | José Antonio Garrido          | Paternina-Costa de Almeria | s.t.     |
| 8    | Pedro Manuel Andrade Oliveira | L.A-Pecol                  | a 18"    |
| 9    | Santiago Blanco Gil           | Colchon Relax-Fuenlabrada  | a 31"    |
| 10   | Iñigo Chaurreau Bernardez     | Ag2r Prévoyance            | a 34"    |